# Sten Pålsson
Sten Pålsson (4 dicembre 1945) è un ex calciatore svedese, di ruolo attaccante.

## Carriera

### Club
Ha iniziato la sua carriera nello Stångenäs AIS e dopo anche nel Kungshamns IF. Nel gennaio del 1968 viene ceduto al GAIS dove gioca fino al 1981.
Con il GAIS ha totalizzato, tra Allsvenskan e Superettan, 329 presenze condite da 81 gol.

### Nazionale
Ha Preso parte, insieme alla Nazionale di calcio della Svezia, al campionato del mondo 1970.
Pålsson, nella nazionale di calcio della Svezia, ha totalizzato 19 presenze in cui ha segnato 5 gol.